# Anopheles pholidotus
Anopheles pholidotus este o specie de țânțari din genul Anopheles, descrisă de Thomas J. Zavortink în anul 1973. Conform Catalogue of Life specia Anopheles pholidotus nu are subspecii cunoscute.